# Astana Open
El torneig de Astanà o Almaty, conegut oficialment com a Almaty Open i anteriorment Astana Open, és una competició tennística professional que es disputa sobre pista dura interior a l'Almaty Arena d'Almaty, Kazakhstan. Pertany a les sèries 250 del circuit ATP masculí.
El torneig es va crear l'any 2020 a la capital del país, al National Tennis Centre d'Astanà, aprofitant que molts torneigs es van cancel·lar a causa a la pandèmia de COVID-19, només en categoria masculina, i en la següent edició també es va disputar en categoria femenina dins la categoria WTA 250, però només es va disputar aquesta edició. L'edició de 2022 va promocionar puntualment a la categoria ATP Tour 500, per retornar a ATP Tour 250 les següents edicions. L'any 2024 va canviar de localització per disputar a la ciutat d'Almaty.

## Palmarès

### Individual masculí
| Localització | Any                | Campió             | Finalista          | Resultat           |
| ------------ | ------------------ | ------------------ | ------------------ | ------------------ |
| Almaty       | ATP World Tour 250 | ATP World Tour 250 | ATP World Tour 250 | ATP World Tour 250 |
| Almaty       | 2024               | Karén Khatxànov    | Gabriel Diallo     | 6−2, 5−7, 6−3      |
| Astanà       | 2023               | Adrian Mannarino   | Sebastian Korda    | 4−6, 6−3, 6−2      |
| Astanà       | ATP World Tour 500 |                    |                    |                    |
| Astanà       | 2022               | Novak Đoković      | Stéfanos Tsitsipàs | 6−3, 6−4           |
| Astanà       | ATP World Tour 250 |                    |                    |                    |
| Astanà       | 2021               | Kwon Soon-woo      | James Duckworth    | 7−6(6), 6−3        |
| Astanà       | 2020               | John Millman       | Adrian Mannarino   | 7−5, 6−1           |

### Individual femení
| Any  | Campiona            | Finalista        | Resultat      |
| ---- | ------------------- | ---------------- | ------------- |
| 2021 | Alison Van Uytvanck | Yulia Putintseva | 1−6, 6−4, 6−3 |

### Dobles masculins
| Localització | Any                | Campions                                | Finalistes                          | Resultat             |
| ------------ | ------------------ | --------------------------------------- | ----------------------------------- | -------------------- |
| Almaty       | ATP World Tour 250 | ATP World Tour 250                      | ATP World Tour 250                  | ATP World Tour 250   |
| Almaty       | 2024               | Rithvik Choudary Bollipalli Arjun Kadhe | Nicolás Barrientos Skander Mansouri | 3−6, 7−6(3), [14−12] |
| Astanà       | 2023               | Nathaniel Lammons Jackson Withrow       | Mate Pavić John Peers               | 7−6(4), 7−6(7)       |
| Astanà       | ATP World Tour 500 |                                         |                                     |                      |
| Astanà       | 2022               | Nikola Mektić Mate Pavić                | Adrian Mannarino Fabrice Martin     | 6−4, 6−2             |
| Astanà       | ATP World Tour 250 |                                         |                                     |                      |
| Astanà       | 2021               | Santiago González Andrés Molteni        | Jonathan Erlich Andrei Vasilevski   | 6−1, 6−2             |
| Astanà       | 2020               | Sander Gillé Joran Vliegen              | Max Purcell Luke Saville            | 7−5, 6−3             |

### Dobles femenins
| Any  | Campiones                           | Finalistes                           | Resultat         |
| ---- | ----------------------------------- | ------------------------------------ | ---------------- |
| 2021 | Anna-Lena Friedsam Monica Niculescu | Angelina Gabueva Anastasia Zakharova | 6−2, 4−6, [10−5] |